# Natasha Sibaja
Mariam Natasha Sibaja Bermúdez (San Isidro de El General, Pérez Zeledón, 2 de julio de 1990) es una modelo, reina de belleza y estudiante de medicina costarricense quién ha participado en varios concursos nacionales como internacionales, dandosé a conocer en el año 2014 por participar en el Miss Costa Rica.

## Biografía
Nació en San Isidro de El General, en el cantón de Pérez Zeledón, el 2 de julio de 1990, tuvo que abandonar muy temprano su tierra para ir a vivir a la capital de San José donde se dedicó a culminar sus estudios universitarios en el área de medicina, y donde también se dedicó a los certámenes de belleza y al modelaje.

## Trayectoria
Participó en un concurso organizado por Reinas de Costa Rica, concurso que finalmente logró ganar; desde entonces esta organización la envía a los concursos en los cuales ellos creen que mejor se desenvuelve.

### Miss Internacional
Participó en el Miss Internacional 2012 que se llevó a cabo en Japón, sin embargo no logró figurar en las finalistas de este concurso.

### Miss Intercontinental
Pocos meses después la organización decide enviarla al Miss Intercontinental 2012 donde con su belleza impactó a periodistas y miembros del jurado, este concurso se realizó en Alemania donde al finalizar Natasha se colocó en el top 15.

## Miss Costa Rica 2014
Con la experiencia de anteriores certámenes decide ingresar al Miss Costa Rica 2014 donde es escogida entre las diez últimas finalistas entre sesenta chicas. Durante el certamen se colocaba como una de las máximas favoritas. En la final representó a San José por el cantón de Pérez Zeledón sin embargo en la noche final no logró clasificar a las tres últimas y se colocó como sexta del concurso.

## Miss Mundo 2014
Tras brillante proceso durante el Miss Costa Rica 2014, la organización Reinas de Costa Rica, dueña de la franquicia Miss Mundo para Costa Rica, decide no organizar el concurso tradicional y enviar directamente a Natasha al certamen para que represente a Costa Rica. Miss Mundo 2014 se realizará en diciembre, este concurso es el segundo más relevante en Costa Rica.
| Predecesor: Amalia Matamoros  | Miss Costa Rica Internacional 2012    | Sucesor: Andrea Rojas Pacheco |
| Predecesor: -                 | Miss Costa Rica Intercontinental 2012 | Sucesor: Brenda Muñoz         |
| Predecesor: Ana Cecilia Marín | Miss Costa Rica 6° Posición           | Sucesor: -                    |